# Neutras
Neutras ist ein Ortsteil der Gemeinde Etzelwang im Landkreis Amberg-Sulzbach im Regierungsbezirk Oberpfalz (Bayern). Der Weiler liegt etwa 36 Kilometer nordöstlich von Nürnberg und drei Kilometer nordwestlich von Etzelwang.

## Heute
Der Ort ist heute größtenteils land- und forstwirtschaftlich orientiert. Neben zwei Gastronomiebetrieben befindet sich im Ort ein großer Reiterhof.

## Verkehr
Eine Gemeindeverbindungsstraße durch den Ort führt nach Lehendorf und Hegendorf.

## Freizeit
Neutras ist ein beliebtes Ausflugsziel für Kletterer, Wanderer und Ausflügler.

## Natur
Nahe Neutras sind einige sehenswerte Berge, Höhlen und Felsen zu finden, die teilweise als Geotope ausgewiesen sind.

### Neutrasfelsen
Über dem Ort erhebt sich der (583 m ü. NN) hohe Neutrasfelsen. Das Felsenareal aus Frankendolomit (Malm) bietet einen guten Ausblick über die umgebende Kuppenalb. An der Nordseite des Felsens befindet sich die etwa 15 Meter lange Neutrashöhle. Diese Spaltenhöhle wird auch „Bettelküche“ genannt und ist im Höhlenkataster Fränkische Alb(HFA) als A 89 registriert. Im Eingangsbereich befinden sich ein Klemmblock und zwei offene Durchbrüche. Der Neutrasfelsen ist vom Bayerischen Landesamt für Umwelt als Geotop 371R053, als Naturdenkmal sowie als Bodendenkmal D-3-6435-0064 ausgewiesen.

### Starenfels
An der Nordseite des (575 m ü. NN) hohen Starenberges befinden sich die Felswände des Starenfels. In der Felswand öffnet sich die etwa 20 Meter lange Starenfelshöhle. Die Spaltenhöhle wird auch „Grüne Grotte“ genannt. In der nahezu schmucklosen Höhle wurden Stein- und Knochengeräte, Bronzen und Keramiken der Jungsteinzeit, der Bronzezeit, der Urnenfelderzeit und der Späthallstattzeit gefunden. Sie ist als Naturdenkmal und als Bodendenkmal D-3-6435-0059 ausgewiesen.

### Bodenberghöhle
Am Nordosthang des (578 m ü. NN) hohen Bodenberges befindet sich die etwa 20 Meter lange Bodenberghöhle. Die Spaltenhöhle ist bis zu drei Meter hoch und bis zu 3,5 Meter breit. Sie ist teilweise stark versintert und im HFA als A 90 registriert. Wegen Funden von fossilen Faunenresten, Bärenschliffen an Verbruchblöcken und einem Steinbeilfund am Hang wurde die Höhle als Bodendenkmal D-3-6435-0058 ausgewiesen.

### Dürrnberghöhlen
Am (550 m ü. NN) hohen Dürrnberg befinden sich mehrere kleinere Höhlen. Die bis zu zehn Meter langen Kleinhöhlen sind im HFA als A 161 a/b/c/d registriert. Durch Funde menschlicher Skelettreste und vorgeschichtlicher hallstattzeitlicher Funde wurden sie als Bodendenkmal D-3-6435-0063 ausgewiesen.
Die Höhlen sind über den etwa 15 Kilometer langen Höhlenwanderweg gut zu Fuß zu erreichen.

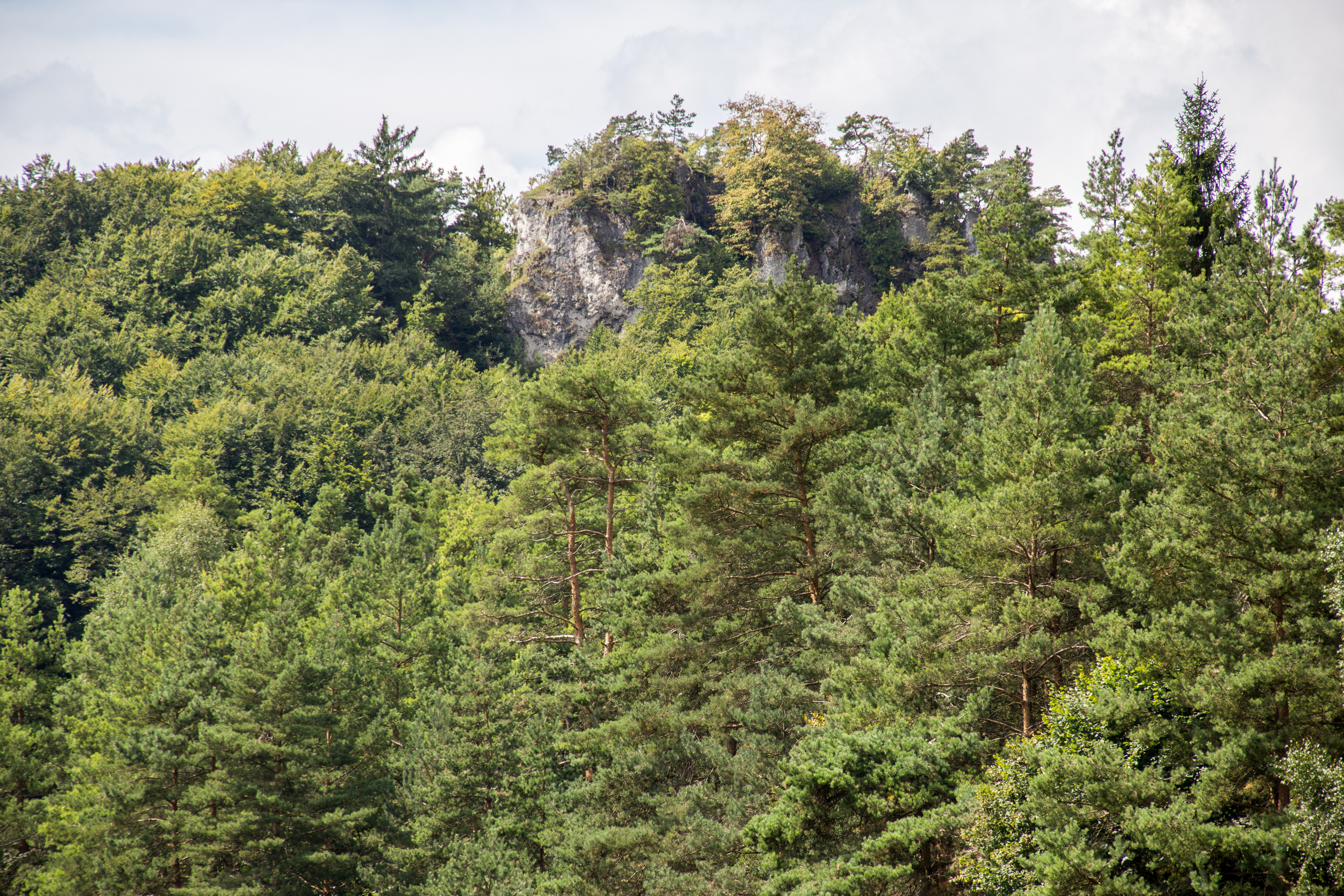
Der Neutrasfelsen
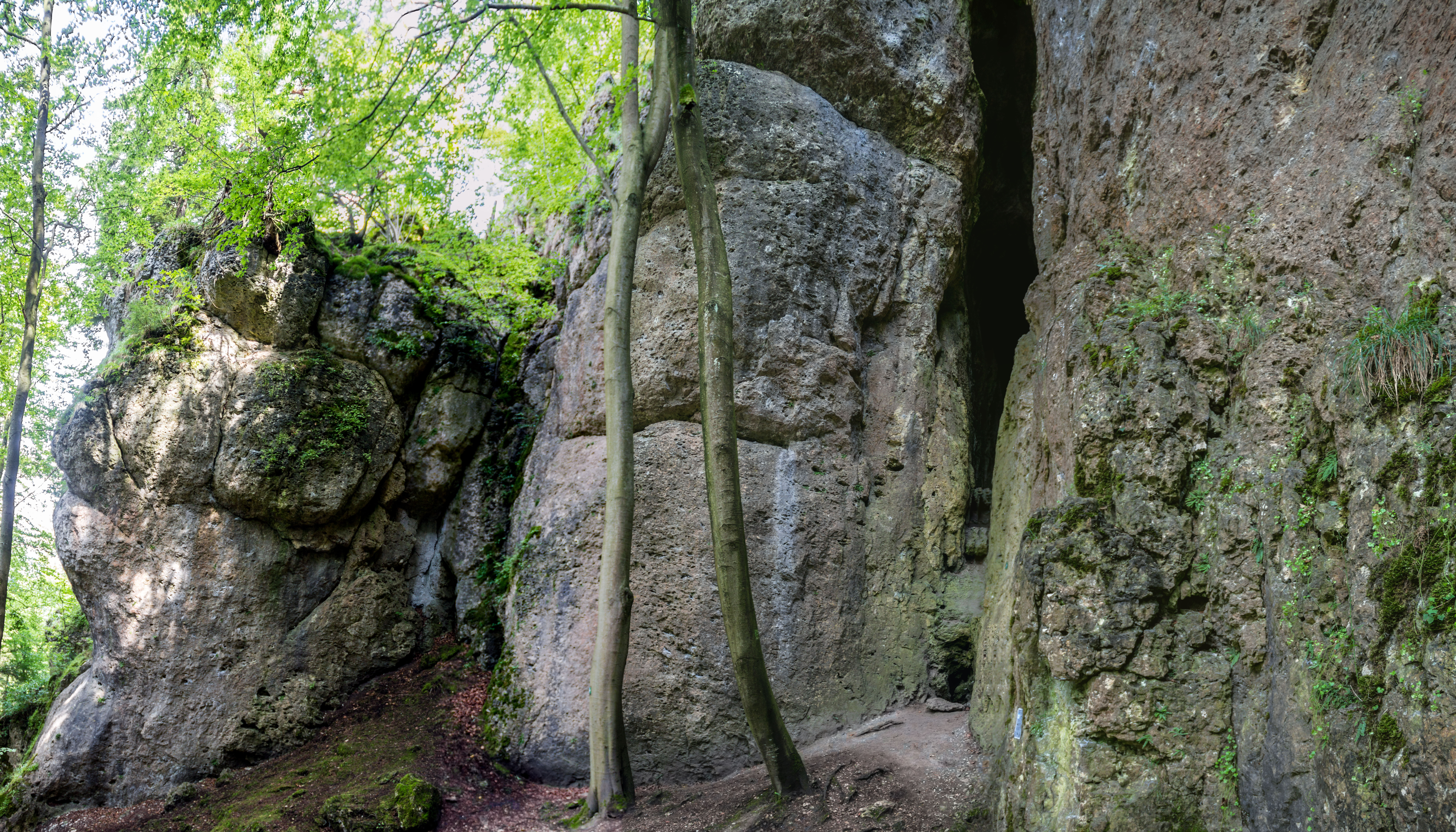
Der Starenfels mit Höhle
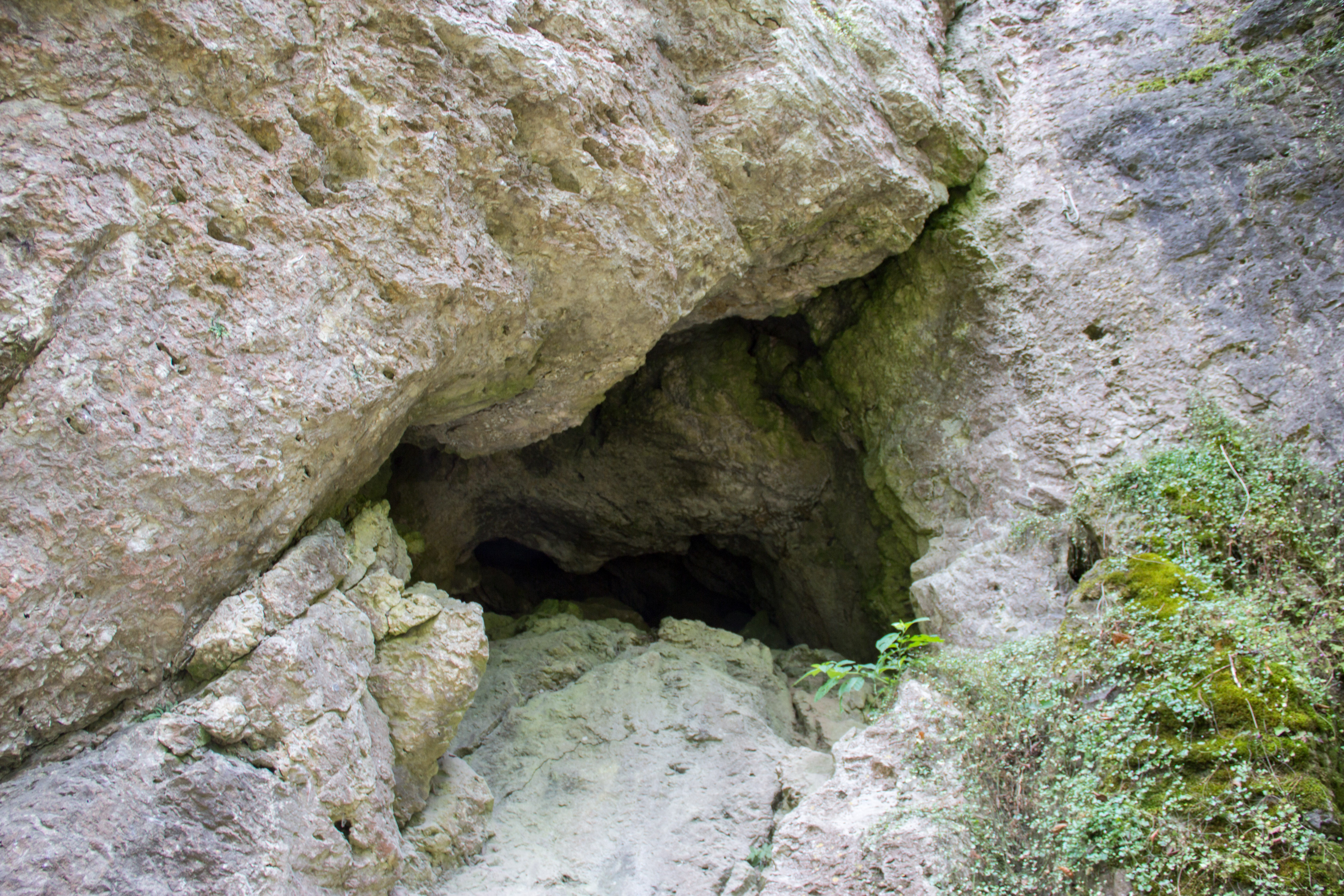
Eingang der Bodenberghöhle
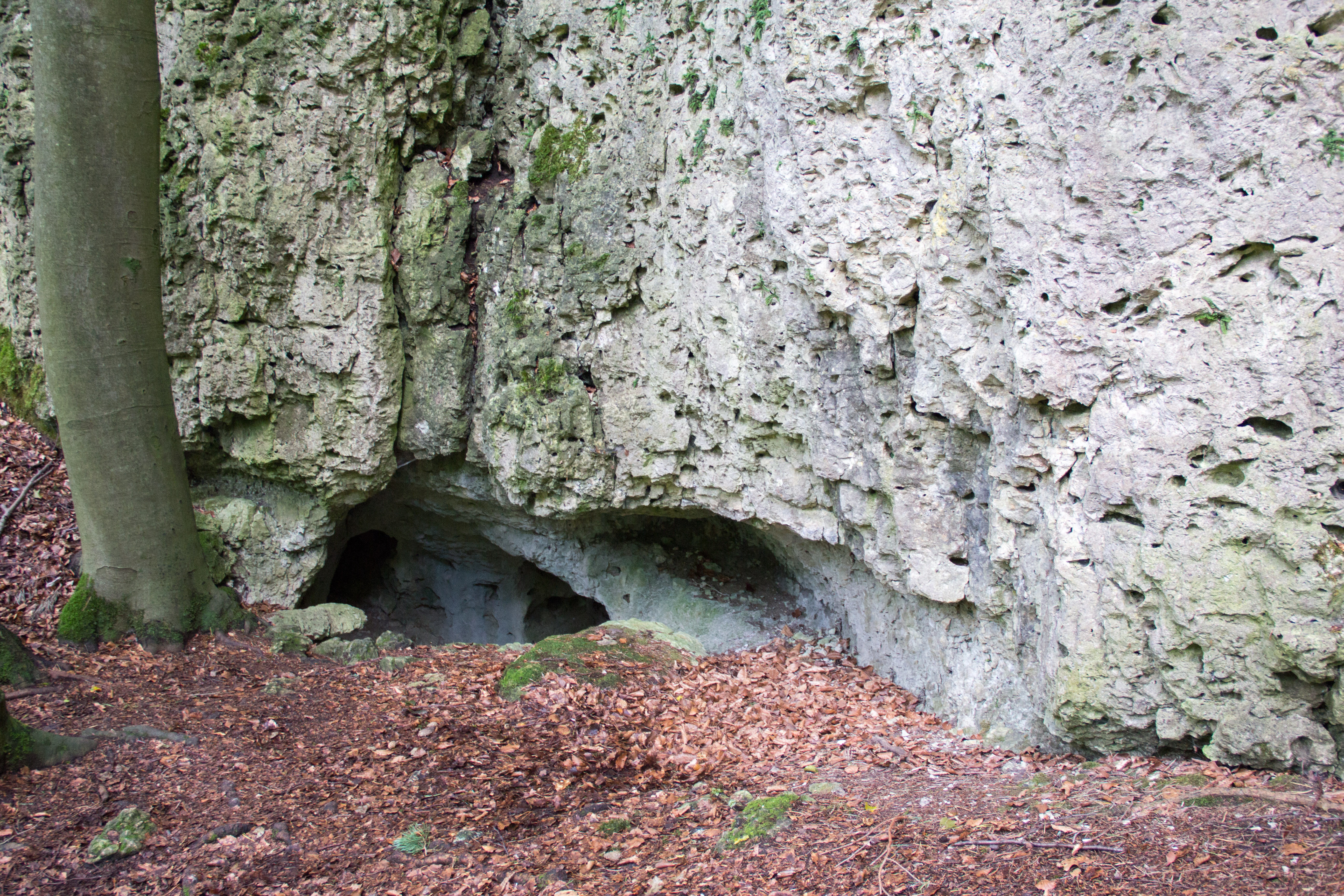
Dürrnberghöhlen